# Санкт-Галленские анналы
Санкт-Га́лленские анна́лы — корпус анналов каролингского времени, найденных в библиотеке монастыря Святого Галла. В большинстве своём представлены рукописями IX—X вв. Являются одним из наиболее авторитетных источников по истории Франкского государства и соседних стран в VIII—X вв.

## Издания
- Корпус Санкт-Галленских анналов из Monumenta Germaniae Historica в издании Г. Х. Перца.

## Переводы на русский язык
- Санкт-Галленские анналы Балузия в переводе Я. Зверева на сайте Восточная литература
- Большие Санкт-Галленские анналы (Ч. 1) в переводе И. М. Дьяконова на сайте Восточная литература
- Большие Санкт-Галленские анналы (Ч. 2) в переводе И. М. Дьяконова на сайте Восточная литература
- Краткие Санкт-Галленские анналы в переводе Я. Зверева на сайте Восточная литература
- Кратчайшие Санкт-Галленские анналы из кодекса №250 в переводе И. М. Дьяконова на сайте Восточная литература
- Кратчайшие Санкт-Галленские анналы из кодекса №459 в переводе И. М. Дьяконова на сайте Восточная литература
- Исторические заметки в Санкт-Галленских рукописях в переводе И. М. Дьяконова на сайте Восточная литература